# Iselsberg-Stronach
Iselsberg-Stronach ist eine Gemeinde mit 612 Einwohnern (Stand 1. Jänner 2025) im Bezirk Lienz in Tirol, Österreich.

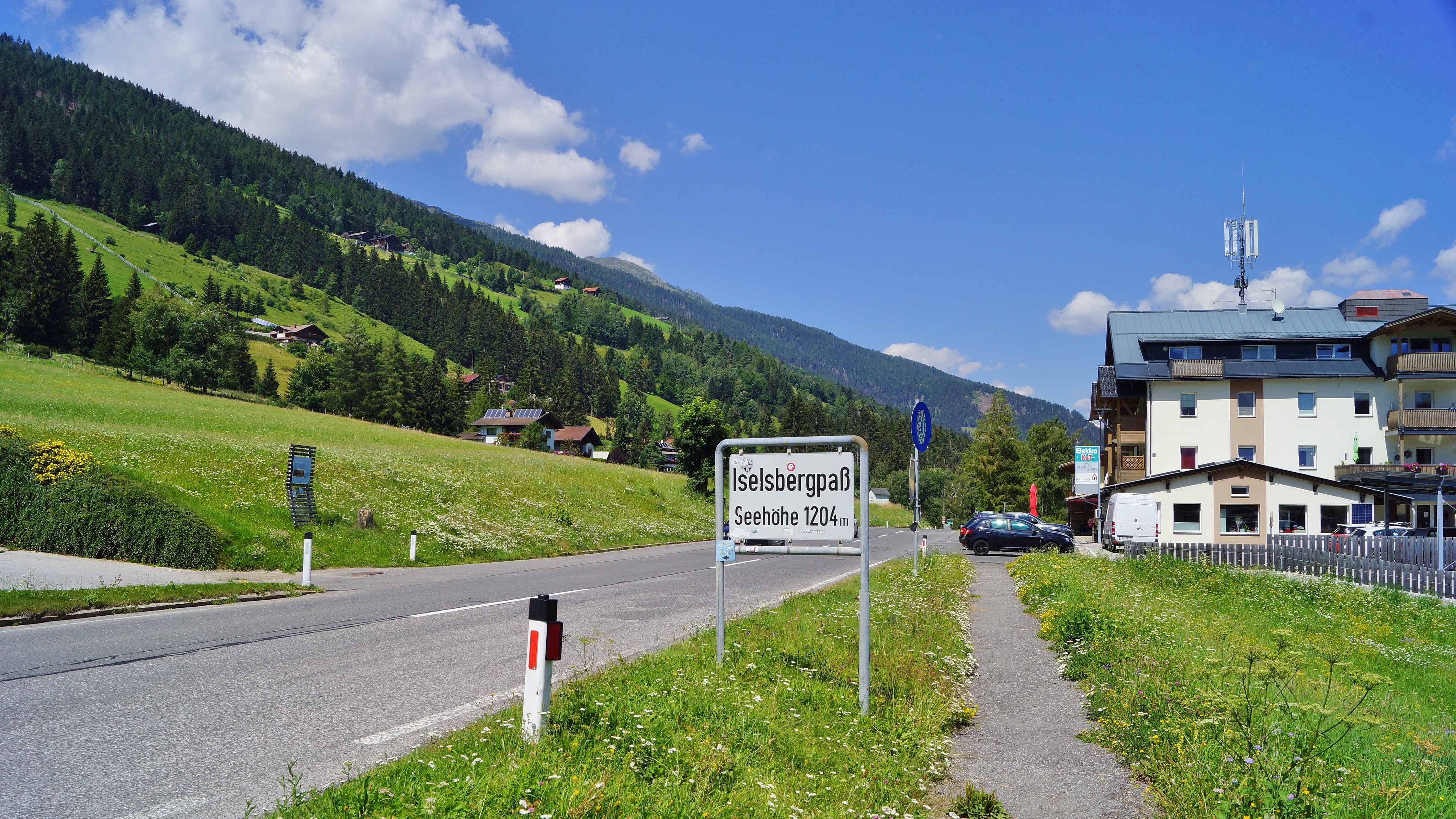
Iselsbergpass Richtung Kärnten

## Geographie
Iselsberg liegt etwas südlich des Iselsbergpasses an der Straßenverbindung vom Lienzer Talboden in das Mölltal, der Ortsteil Stronach etwas abseits vom Durchzugsverkehr. Die nordöstliche Gemeindegrenze ist zugleich die Grenze zu Kärnten.
Iselsberg-Stronach liegt im Norden (Sonnenseite) des Lienzer Talbodens nordöstlich der Bezirkshauptstadt Lienz auf 1117 m ü. A. Das Gemeindegebiet erstreckt sich über den Süd- und Ostabhang des Geiersbichls bis auf den Südabhang des Stronachkogels und umfasst 17,96 km², womit Iselsberg-Stronach die siebtkleinste Gemeinde des Bezirks Lienz ist.

### Berge
Iselsberg-Stronach liegt an der Grenze zweier Gebirgsgruppen, wobei der Mühlbach die Schobergruppe im Westen von der Kreuzeckgruppe im Osten trennt. Im Bereich der Schobergruppe umfasst das Gemeindegebiet von Iselsberg-Stronach Teile der Sonnenseite des Debanttals, wobei der Anteil der Gemeinde über rund 1.600 Meter oder höher beginnt. Der höchste Berg von Iselsberg-Stronach befindet sich mit dem Mulleten Seichenkopf (2918 m ü. A.) an der Grenze zum Bundesland Kärnten. In nächster Nähe befinden sich der Mitteregg (2657 m ü. A.), der Törlkopf (2821 m ü. A.) und der Spitze Seichenkopf (2888 m ü. A.). Danach folgen von Norden nach Süden der Roßbichl (2774 m ü. A.), der Winkelkopf (2748 m ü. A.), der Großbodenkopf (2691 m ü. A.) und der Strasskopf (2401 m ü. A.). Im Bereich der Kreuzeckgruppe finden sich der Stronachkogel (1831 m ü. A.) und der Ederplan (2062 m ü. A.).

### Gewässer
Im Bereich der Schobergruppe hat die Gemeinde Iselsberg-Stronach auf Grund der Höhe ihres Anteils am Debanttal lediglich Anteil an den Quellgebieten des Geißlitzenbaches, des Weißenbaches, des Dietenbaches und des Eggbaches. Unterhalb des Schwarzkofels liegt mit dem Schwarzkofelsee zudem der einzige See der Gemeinde. Wichtigstes Gewässer ist der Mühlbach, der Iselsberg im Westen von Stronach im Osten trennt und unterhalb des Iselsberger Sattels entspringt. In der Kreuzeckgruppe westlich von Stronach befinden sich des Weiteren der Gödnachbach und der Frühaufbach.

### Gemeindegliederung
Die Gemeinde Iselsberg-Stronach besteht aus den Katastralgemeinden Stronach im südöstlichen Gemeindegebiet und Iselsberg im nordwestlichen Gemeindegebiet, wobei Iselsberg mit einer Größe von 1.147,65 Hektar wesentlich größer als Stronach mit 648,28 Hektar ist. In Iselsberg lebten 2001 409 Menschen, in Stronach 161 Menschen. In Iselsberg bestehen neben dem Dorf Iselsberg (1117 m ü. A.) und den Einzelhöfen Plautz und Reiter die Streusiedlungen Oberberg (1210 m ü. A.) und Pass Iselsberg (1200 m ü. A.). Stronach besteht aus den Rotten Stronach-Säge (1060 m ü. A.) und Stronach-Kirche (1106 m ü. A.) sowie den Einzelhöfen Deutsch, Moar und Wiesflecker. Zudem gehören zu Iselsberg die Iselsberger Alm, die Luggeralm, die Moseralm, die Plautzalm, die Reiteralm und die Straganzalm, zu Stronach des Weiteren die Ederalm, Groje, Oberegger und die Stronachalm. Der tiefstgelegene Bauernhof ist der Moarhof in Stronach auf 835 m Seehöhe, der höchstgelegene der Plautzhof in Iselsberg auf 1330 m.
Die Gemeinde liegt im Gerichtsbezirk Lienz.

### Nachbargemeinden
|         |                                             |               |
| Dölsach | Kompassrose, die auf Nachbargemeinden zeigt | Winklern (SP) |
|         |                                             |               |

## Geschichte
Im 13. Jahrhundert errichteten die Grafen von Görz südwestlich der heutigen Stronach die Burg Walchenstein zur Sicherung der Straße über den Iselsberg. Urkundlich erwähnt wurde die Festung erstmals 1293. Nach dem Ende des Geschlechts der Görzer verlor die Burg an Bedeutung und verfiel rasch. Am Ende des 20. Jahrhunderts wurden die Mauerreste gesichert.
Die Ortsnamen tauchen im Mittelalter das erste Mal schriftlich auf. In den Regesten von 1346 findet sich Stranach und Yselsperg. Die beiden Namen waren immer eng verbunden: ein Guet auf Iselsperg, gehaissen auf Stronach (1518). Stronach war eine Flur auf dem Iselsberg. Der Name leitet sich von slawisch *stranachъ ‘bei den Bewohnern der Leite’ ab. Iselsberg geht auf den Gewässernamen Isel zurück.
Die Gemeinde in der heutigen Form entstand 1850 durch Zusammenlegung der Orte Iselsberg und Stronach.

## Demographie

### Bevölkerungsstruktur
2012 lebten in der Gemeinde Iselsberg-Stronach 617 Menschen. Gemessen an der Einwohnerzahl war Iselsberg-Stronach zu diesem Zeitpunkt die sechstkleinste Gemeinde im Bezirk Lienz. Nach der Volkszählung 2001 waren 96,8 % der Bevölkerung österreichische Staatsbürger (Tirol: 90,6 %), bis zum Jahresbeginn 2012 sank der Wert nur unbedeutend auf 95,1 %. Von der Bevölkerung waren 7,1 % im Ausland geboren, wobei der Großteil der nicht in Österreich geborenen Einwohner aus den EU-Mitgliedstaaten stammte. Zur römisch-katholischen Kirche bekannten sich 2001 94,0 % der Einwohner (Tirol: 83,4 %), 3,3 % hatten kein religiöses Bekenntnis, 1,4 % waren evangelisch.
Der Altersdurchschnitt der Gemeindebevölkerung lag 2001 in etwa im Landesdurchschnitt. 17,7 % der Einwohner von Iselsberg-Stronach waren jünger als 15 Jahre (Tirol: 18,4 %), 63,5 % zwischen 15 und 59 Jahre alt (Tirol: 63,0 %). Der Anteil der Einwohner über 59 Jahre lag mit 18,8 % leicht über dem Landesdurchschnitt von 18,6 %. Der Altersdurchschnitt der Bevölkerung von Iselsberg-Stronach stieg in der Folge deutlich. Der Anteil der unter 15-Jährigen sank per 1. Jänner 2012 auf 14,1 %, während der Anteil der Menschen zwischen 15 und 59 Jahren auf 69,9 % nach oben ging. Der Anteil der über 59-Jährigen sank hingegen auf 16,0 %. Nach dem Familienstand waren 2001 50,5 % der Einwohner von Iselsberg-Stronach ledig, 40,0 % verheiratet, 6,1 % verwitwet und 3,3 % geschieden.

### Bevölkerungsentwicklung
Die Einwohnerzahl von Iselsberg-Stronach entwickelte sich anfangs wesentlich schwächer als das Bevölkerungswachstum von Tirol bzw. des Bezirks Lienz. So stieg die Einwohnerzahl im späten 19. Jahrhundert zwar zunächst leicht an, ging jedoch nach 1880 wieder zurück. Die geringste Einwohnerzahl wurde in Iselsberg-Stronach 1923 mit 283 Einwohnern ausgewiesen, womit die Gemeinde seit 1880 rund 20 % ihrer Einwohner verloren hatte. In der Folge verlief die Bevölkerungsentwicklung weitgehend parallel zu jener im Bezirk, wobei sich die Einwohnerzahl bis 1971 sukzessive erhöhte. Das stärkste Wachstum verzeichnete die Gemeinde dabei in den 1960er Jahren. Danach kam es nach einem kurzen Einbruch in den 1970er Jahren zu einem stärkeren Bevölkerungswachstum als im Bezirksgebiet, wobei es insbesondere in den 1990er Jahren zu einem starken Zuwachs kam. Ihren bisherigen Höchststand erreichte die Einwohnerzahl von Iselsberg-Stronach Anfang 2009, als 623 Einwohner gezählt wurden. Während die Geburtenbilanz der Gemeinde seit 2002 nur leicht positiv war, profitierte Iselsberg-Stronach von einer höheren, positiven Wanderungsbilanz.

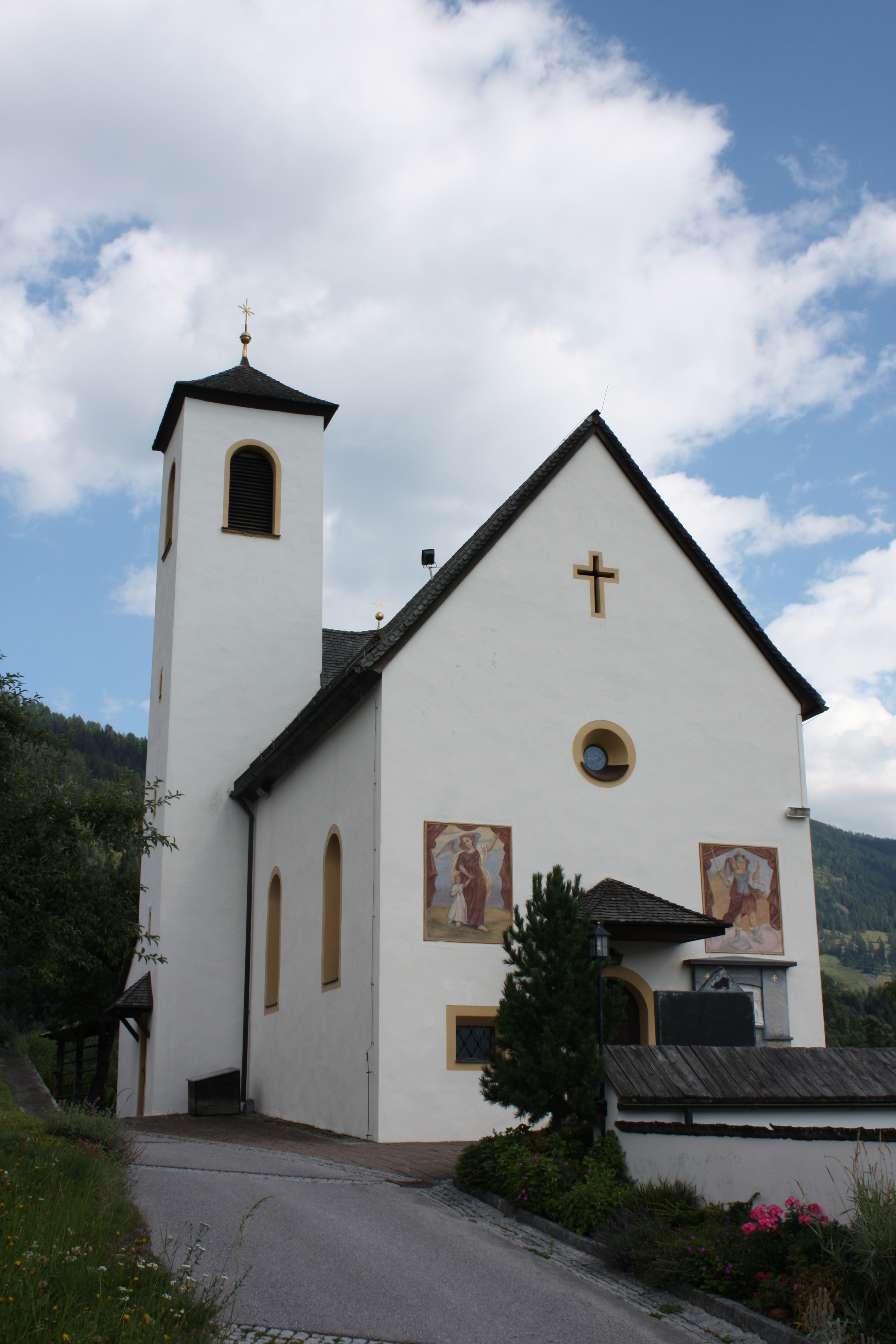
Katholische Filialkirche hl. Schutzengel

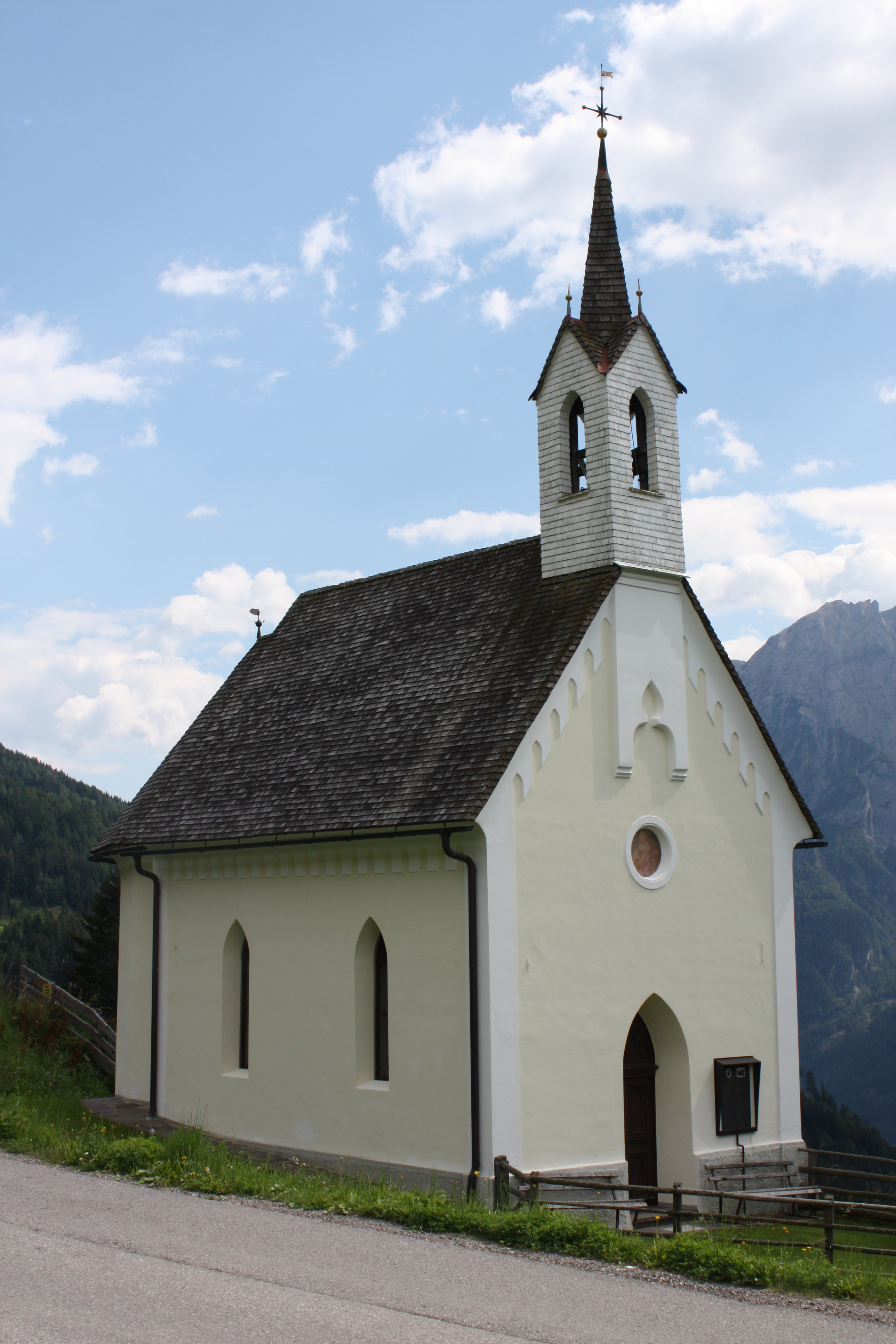
Kapelle Mariae Heimsuchung in Stronach

## Kultur und Sehenswürdigkeiten
- Katholische Filialkirche Iselsberg hl. Schutzengel
- Katholische Kapelle Stronach Mariä Heimsuchung

## Wirtschaft und Infrastruktur

### Arbeitsstätten und Beschäftigte
Die im Rahmen der Volkszählung durchgeführte Arbeitsstättenzählung ergab 2001 in Iselsberg-Stronach 23 Arbeitsstätten mit 86 Beschäftigten (ohne Landwirtschaft), wobei 80 % unselbstständig Beschäftigte waren. Die Anzahl der Arbeitsstätten war dabei gegenüber dem Jahr 1991 um acht Betriebe (plus 53 %) gestiegen, die Anzahl der Beschäftigten um 34 Personen (65 %) gewachsen. Wichtigster Wirtschaftszweig war 2001 das Beherbergungs- und Gaststättenwesen mit 11 Betrieben und 37 Beschäftigten (43 % der Beschäftigten in der Gemeinde) gefolgt vom Gesundheits-, Veterinär- und Sozialwesen mit zwei Arbeitsstätten und 22 Beschäftigten (26 % der Beschäftigten).
Von den 287 erwerbstätigen Einwohnern aus Iselsberg-Stronach gingen 2001 lediglich 79 Personen in der Gemeinde ihrer Beschäftigung nach. 208 mussten zur Arbeit auspendeln. Von den Auspendlern hatten 35 % ihre Arbeitsstätte im benachbarten Ballungszentrum Lienz. Weitere 23 % hatten im übrigen Bezirksgebiet eine Arbeitsstelle gefunden, weitere 15 bzw. 26 % pendelten nach Nordtirol oder in ein anderes Bundesland aus, einer der Einwohner musste ins Ausland auspendeln. Unter den Arbeitsorten der Einwohner von Iselsberg-Stronach spielte 2001 auch Spittal an der Drau eine Rolle, wo 11 % aller Beschäftigten arbeiteten.

### Tourismus
Wie die Beschäftigungszahlen belegen, hat der Tourismus in Iselsberg-Stronach für die Gemeinde eine wichtige wirtschaftliche Bedeutung, wenngleich viele Osttiroler Gemeinden wesentlich höhere Nächtigungszahlen aufweisen. Die Gemeinde konnte im Tourismusjahr 2011/12 rund 30.000 Übernachtung zählen. Sowohl für die Wintersaison als auch für die Sommersaison verzeichnete Iselsberg-Stronach seit der Jahrtausendwende leichte Nächtigungssteigerungen. So stiegen die Übernachtungen in der Sommersaison zwischen 2000 und 2012 von 16.110 auf 19.555 Übernachtungen, in der Wintersaison zwischen 1999/2000 und 2011/12 von 7.669 auf 9.335 Übernachtungen. Von den 19.555 Übernachtungen im Sommer 2012 entfielen lediglich 12 % auf Österreicher, 67 % auf Deutsche und 4 % auf Italiener. Den Gästen stehen zwei Hotels, zwei Gasthöfe sowie verschiedene Pensionen und Privatzimmervermieter zur Verfügung. Die Gemeinde gehört wie alle übrigen Osttiroler Gemeinden zum Tourismusverband Osttirol, wobei Iselsberg-Stronach in der „Ferienregion Lienzer Dolomiten“ organisiert ist.

### Verkehr und Infrastruktur
Iselsberg-Stronach wird von der Großglocknerstraße (B 107) durchquert, die von der Gemeinde Dölsach durch Iselsberg bis zum Pass Iselsberg und weiter auf Kärntner Seite nach Heiligenblut führt. Der Ort Stronach ist durch eine Straße von der Großglocknerstraße sowie von Dölsach erreichbar. An das öffentliche Verkehrsnetz ist Iselsberg-Stronach mittels Linienbussen der ÖBB-Postbus GmbH angeschlossen. Die Linie 5002 bindet Iselsberg-Stronach an Werktagen rund zwölf Mal an die Bezirkshauptstadt Lienz an, wobei die Fahrzeit rund 20 Minuten beträgt und die Streckenführung von Lienz über Debant, Stribach und Dölsach nach Iselsberg erfolgt und weiter über Winklern, Mörtschach, Großkirchheim und Heiligenblut geführt wird. Der nächstgelegene Anschluss an das Bahnnetz der Drautalbahn befindet sich in der Nachbargemeinde Dölsach.
Mit den benachbarten Gemeinden des Lienzer Beckens hat sich Iselsberg-Stronach zum „Abwasserverband Lienzer Talboden“ zusammengeschlossen, wobei die Kanalisierung der Gemeinde bis auf wenige Randobjekte Anfang des 21. Jahrhunderts abgeschlossen war und 96 % der abwasserproduzierende Objekte an Kanal und Kläranlage angeschlossen waren. Der Abfall, der in der Gemeinde anfällt, wird über den Abfallwirtschaftsverband Osttirol (AWVO) entsorgt.

### Bildung
Seit dem Jahre 1810 besteht in Iselsberg ein regelmäßiger Schulunterricht, wobei der Unterricht bis 1827 in verschiedenen Stuben der örtlichen Bauernhöfe erfolgte. Erst in diesem Jahr errichtete die Gemeinde einen kleinen Holzbau, der in der Folge als Schule diente. Nachdem die Kinder von Stronach zunächst noch die Schule in Dölsach besucht hatte, erfolgte 1900 die Umsprengelung von Stronach nach Iselsberg. Daher wurde der Bau eines neuen Schulgebäudes notwendig, das jedoch im Jahr 1957 im Zuge des Baus der Iselsbergstraße abgerissen werden musste. Die heutige Volksschule wurde 1957 bezogen und 2000 umgebaut sowie in das neue Dorfzentrum integriert. Seit dem Schuljahr 1953/54 ist die Schule zweiklassig. Zum Hauptschulbesuch pendeln die Kinder der Gemeinde nach Nußdorf-Debant, das nächstgelegene Gymnasium befindet sich in Lienz. Ein Kindergarten besteht in Iselsberg-Stronach seit 1988. Er befindet sich ebenfalls im Schul- und Gemeindezentrum.

### Sicherheit und Gesundheitswesen
Die Freiwillige Feuerwehr Iselsberg-Stronach wurde im Jahr 1928 gegründet und war anfangs im Schulhaus untergebracht. Zwischen 1949 und 1953 erfolgte der Bau des ersten eigenen Feuerwehrhauses unterhalb der Schutzengelkirche. Nachdem am Ort des Feuerwehrhauses 1980 der Friedhof mit Totenkapelle entstand, wurde 1983 das Feuerwehrhaus in der „Roanerreide“ eröffnet. 1983 erfolgte auch die Weihe des ersten Kleinlöschfahrzeuges, 1990 folgte das erste Tanklöschfahrzeug, 1999 wurde ein neues Tanklöschfahrzeug angeschafft. Nachdem 2003 ein Um- und Zubau des Feuerwehrhauses erfolgte, schaffte die FF Iselsberg-Stronach 2006 eine Tragkraftspritze und 2010 ein gebrauchtes Mannschaftstransportfahrzeug (MTF) an.
Bezüglich des Gesundheitswesens ist Iselsberg-Stronach gemeinsam mit den Gemeinden Dölsach, Lavant, Nikolsdorf und Nußdorf-Debant im „Sozialsprengel Nußdorf-Debant und Umgebung“ organisiert. Im Gesundheitssprengel werden beispielsweise Gesundheitsleistungen wie Alten- und Pflegehilfe, Heim- und Haushaltshilfe, Hospiz und Essen auf Rädern organisiert. Der nächstgelegene praktische Arzt befindet sich in der Nachbargemeinde Dölsach, die nächstgelegene Apotheke in Nußdorf-Debant. In polizeilicher Hinsicht ist die Polizeiinspektion Dölsach für die Gemeinde zuständig.

## Politik

### Gemeinderat
Die Gemeinderat hat insgesamt 11 Mitglieder.
- Mit den Gemeinderats- und Bürgermeisterwahlen in Tirol 1998 hatte der Gemeinderat folgende Verteilung: 5 Unabhängige Gemeinschaftsliste Iselsberg-Stronach, 4 Für unser Iselsberg-Stronach und 2 Bauern – Landarbeiterliste.[9]
- Mit den Gemeinderats- und Bürgermeisterwahlen in Tirol 2004 hatte der Gemeinderat folgende Verteilung: 7 Für Iselsberg-Stronach und 4 Unabhängige Gemeinschaftsliste Iselsberg-Stronach.[10]
- Mit den Gemeinderats- und Bürgermeisterwahlen in Tirol 2010 hatte der Gemeinderat folgende Verteilung: ? Für Iselsberg und Stronach und ? Neue Kraft für Iselsberg-Stronach.[11]
- Mit den Gemeinderats- und Bürgermeisterwahlen in Tirol 2016 hatte der Gemeinderat folgende Verteilung: 7 Für Iselsberg und Stronach und 4 Neuer Schwung für unsern Berg.[12]
- Mit den Gemeinderats- und Bürgermeisterwahlen in Tirol 2022 hat der Gemeinderat folgende Verteilung: 6 Für Iselsberg und Stronach und 5 Team ZUKUNFT Iselsberg-Stronach.[13]

### Bürgermeister
- bis 2004 Jürgen Kropp
- 2004–2022 Thomas Tschapeller[14]
- seit 2022 Gerhard Wallensteiner[13]

### Wappen
Das Wappen wurde der Gemeinde im Jahr 1987 verliehen. Es stellt die Zinnen der Burg Walchenstein sowie den alten Übergang über den Iselsberger Sattel dar. Die Zweiteilung weist auf die beiden Orte Iselsberg und Stronach hin.
Beschreibung: In von Rot und Silber gespaltenem Schild ein oben schräggezinnter, unten eingebogener Flachsparren in verwechselten Farben.

## Persönlichkeiten

### Söhne und Töchter der Gemeinde
- Franz Defregger (1835–1921), Maler